# Санітарно-епідеміологічна станція
Санітарно-епідеміологічна станція (СЕС) — основна спеціалізована установа санітарно-епідеміологічної служби.

## Історія
Перша СЕС у Росії створена Федором Ерісманом у 1891 році для вивчення санітарно-епідеміологічного стану у Москві та її околицях. У СРСР СЕС (з 1927 в Україні, з 1932 у РРФСР) — комплексні установи, які здійснюють санітарний державний нагляд. У 1939 році Наркомздравом СРСР затверджено Положення про СЕС. Розрізняли республіканські, крайові, обласні, окружні, міські і районні СЕС, а також СЕС водного транспорту і відомств, СЕС міністерств шляхів сполучення СРСР і громадянської авіації СРСР.

## Діяльність
Обов'язки СЕС — здійснення санітарного державного стану на підвідомчій території, організація роботи з попередження і ліквідації інфекційних, паразитарних і професіональних захворювань. У склад СЕС входять санітарно-гігієнічні, епідеміологічні і дезінфекційний відділи. Санітарно-гігієнічний відділ складається з відділень гігієни комунальної, гігієни праці, гігієни харчування, гігієни дітей і підлітків і лабораторії; епідеміологічний відділ — з протиепідемічного и паразитологічного відділень і бактеріологічної лабораторії; дезінфекційний відділ — з відділень евакуації і осередкової дезінфекції, камерної дезінфекції і санітарної обробки, а також госпрозрахункового відділення профілактичної дезінфекції, дезінсекції і дератизації. У республіканських, крайових і обласих СЕС створені спеціальні відділення-лабораторії (фізико-хімічних методів дослідження та інші), а також організаційно-методичні відділи. У деяких СЕС є відділи особливо небезпечних інфекцій, радіологічні групи, кабінети антирабічних щеплень та інші. По адміністративній лінії СЕС підпорядковані відповідним органам охорони здоров'я, а по питанням санітарного державного нагляду — лише вищим органам або установам санітарно-епідеміологічної служби. Головні лікарі крайових, обласних, міських і районних (міського підпорядкування) СЕС одночасно є заступниками завідувачів відповідних відділів охорони здоров'я, а у сільських районах — заступниками головного лікаря району.

## СЕС в інших країнах
У більшості соціалістичних країнах (УНР, ПНР, ЧССР, МНР та інших були організовані СЕС або близькі до них за функціями, структурою і оснащеністю установи (наприклад, у НРБ окружні санітарно-епідеміологічні інститути). У капіталістичних країнах установ типу СЕС не було.